# Masiu
Masiu is een gemeente in de Filipijnse provincie Lanao del Sur in het noorden van het eiland Mindanao. Bij de laatste census in 2007 had de gemeente ruim 30 duizend inwoners.

## Geografie

### Bestuurlijke indeling
Masiu is onderverdeeld in de volgende 35 barangays:
| - Abdullah Buisan - Alip Lalabuan - Alumpang Paino Mimbalalay - Buadi Amloy - Caramian Alim Raya - Dalog Balut - Gindolongan Alabat - Gondarangin Asa Adigao - Kalilangan - Laila Lumbac Bacon - Lakadun - Lanco Dimapatoy | - Lomigis Sucod - Lumbaca Ingud - Macabangan Imbala - Macadaag Talaguian - Macalupang Lumbac Caramian - Macompara Apa Mimbalay - Magayo Bagoaingud - Mai Ditimbang Balindong - Mai Sindaoloan Dansalan - Manalocon Talub - Maranat Bontalis - Matao Araza | - Mocamad Tangul - Moriatao-Bai Labay - Pantao - Putad Marandang Buisan - Sambowang Atawa - Sawir - Talub Langi - Tamboro Cormatan - Tomambiling Lumbaca Ingud - Towanao Arangga - Unda Dayawan |

## Demografie
Masiu had bij de census van 2007 een inwoneraantal van 30.196 mensen. Dit zijn 6.091 mensen (25,3%) meer dan bij de vorige census van 2000. De gemiddelde jaarlijkse groei komt daarmee uit op 3,16%, hetgeen hoger is dan het landelijk jaarlijks gemiddelde over deze periode (2,04%). Vergeleken met de census van 1995 is het aantal mensen met 10.154 (50,7%) toegenomen.

De bevolkingsdichtheid van Masiu was ten tijde van de laatste census, met 30.196 inwoners op 170 km², 177,6 mensen per km².